# セイント・バトラーズ
『セイント・バトラーズ』は、志麻友紀/著・つだみきよ/挿絵による日本のライトノベル。角川ビーンズ文庫（角川書店）から刊行されている。

## あらすじ
闇を退け、聖エディス王国を建国した聖エディス。その聖エディスの末裔であるアンドレア・ドゥラ・シバレッド＝エディスは、一年の半分を病床で過ごすほどに体が弱い。そんなアンドレアの領地で若い女性を狙った事件が起こり、アンドレアは事件解決にのり出す。

## 登場人物

### 主要人物
キャストはドラマCDに準ずる。
アンドレア・ドゥラ・シバレッド＝エディス
声：斎賀みつき
本作品の主人公。16歳。聖エディス王国を建国した聖エディスの末裔。愛称は「アンディ」。クリスティーナからは「大伯父」と呼ばれている。容姿端麗、文武両道、魔術の腕も優れているが、唯一の欠点は虚弱すぎるその体質。少しの無理をしただけでも熱を出してしまうほどに体が弱く、月の半分は病床についている。そして趣味は、町で起きた事件に首を突っ込むこと。大公は政治には一切かかわらないという掟があるため、基本的に何もすることがないアンディの楽しみの一つでもある。
ヒューバード・ヴァラ・バウズ＝ライアン
声：小野大輔
アンディの幼馴染であり悪友である青年。階級は伯爵。愛称は「ヒュー」。王国一と謳われる剣の腕前だが、女たらし。しかし深入りはせず、遊びの恋愛とわかっている女性とだけ付き合いをしている。いつまでも結婚しないのは、アンディとある約束をしているためである。基本的にアンディとは友人として対等ではありつつも、ヒューもアンディに甘いところがある。
ジン
声：中村悠一
アンディに仕える東洋人の家令。出身が東洋ということ以外は何もわかっておらず、先代のエディス大公家当主に認められ、現在の職に就く。アンディに対しては過保護であるが甘やかしはせず、スパルタに接する。アンディの剣の師匠でもある。
レイアティーズ
声：諏訪部順一
アンディの主治医であり、母方の叔父。年は20歳。愛称は「レイティ」。姉の忘れ形見であるアンディを大事にしており、病弱な彼のために医師免許を取得した。主治医の他に執事としてもアンディに仕えており、フットマンであるエスターとマックスの教育も担当している。アンディには過保護で優しいが、自分が気に入らないもの、アンディに害なす輩などには医師の腕前を利用してこっそり下剤入りの紅茶を飲ませるなどする過激な面も持つ。ちなみに第1巻で女装した際には武装にメスと鞭と用いた。その光景はまさに「女王様」。
ダグラス・ブラック
声：藤原啓治
エディス大公家の執事補。以前は軍人だったらしいが、なんらかの理由で退役し、現在はジンの紹介で大公家に仕えている。執事補であるが、主な仕事は料理。髭を生やし、見た目はワイルド。性格は気さくで接しやすい。
エスター
声：岸尾だいすけ
エディス大公家の新米フットマン。17歳。優秀な魔法使いである父と祖父を持ち、自らも魔法使いである。身に宿る魔力が強大なのと制御が不得手のために少々やりすぎた失敗をしてしまう。発明家であるマックスとはよく魔法と機械の違いなどでケンカをする。
マックス
声：浪川大輔
エディス大公家のフットマンで発明家でもある。エスターより1か月先にフットマンとなるが、年齢は一つ下の16歳。科学アカデミーに入学したが優秀すぎる頭脳が原因で自主退学し、アンディに拾われてフットマンとなる。エスターとは機械と魔法の違いなどでよくケンカをする。
クリスティーナ・ヴァレッド・ロッド・ブリー＝ロウズ
声：ゆかな
聖エディス王国の第11代目の幼い女王。9歳。まだまだ子供らしさが抜けきらない女の子で、アンディによくつっかかるが、それは彼女がアンディに好意を抱いているが故、彼に一人前の女性として見られたい一心から。アンディいわく「じゃじゃ馬娘」。

## 既刊一覧
- セイント・バトラーズ 菫の大公と黒の家令 ISBN 978-4-04-445125-7
- セイント・バトラーズ 金獅子の伯爵と銀鷲の王 ISBN 978-4-04-445126-4
- セイント・バトラーズ 湖の魔術師と光の一角獣 ISBN 978-4-04-445127-1
- セイント・バトラーズ 白の子爵と偽りの王冠 ISBN 978-4-04-445128-8
- セイント・バトラーズ 赤の将軍と琥珀の男爵 ISBN 978-4-04-445129-5
- セイント・バトラーズ 東方の剣士と闇の皇帝 ISBN 978-4-04-445130-1
- セイント・バトラーズ 千年の賢者と英雄王 ISBN 978-4-04-445131-8